# Danny Williams (bokser)
Danny Williams (ur. 13 lipca 1973 w Londynie) – brytyjski bokser, występujący w wadze ciężkiej. W latach 2007–2010 zawodowy mistrz Wielkiej Brytanii.
31 lipca 2004 roku pokonał Mike'a Tysona (nokaut w czwartej rundzie). Zwycięstwo to otworzyło mu prawo walki o tytuł mistrza świata federacji WBC z Ukraińcem Witalijem Kliczko. 11 grudnia 2004 uległ Kliczce przez techniczny nokaut w 8. rundzie.
W grudniu 2005 roku zdobył wakujący tytuł mistrza Wspólnoty Narodów, który utracił na rzecz Matta Skeltona w lipcu 2006 roku. W marcu 2007 roku znokautował Scotta Gammera, zdobywając pas zawodowego mistrza Wielkiej Brytanii. Stracił go w 2010 roku, w trzeciej jego obronie, gdy został znokautowany przez Derecka Chisorę.
8 listopada 2008 roku przegrał przez TKO w 8. rundzie z Albertem Sosnowskim.
23 sierpnia 2013 Williams przegrał w czwartej rundzie przez techniczny nokaut z Marcinem Rekowskim.
4 listopada 2013 w Krasnodarze, Williams przegrał jednogłośnie na punkty w 10-rundowym pojedynku z  Rosjaninem Olegem Maskajewem (38-7-0 ).
21 grudnia 2013 Danny Williams, na pierwszej w historii gali boksu zawodowego w Abu Zabi, pokonał w szóstej rundzie przez techniczny nokaut, Mazura Ali, przerywając passę dziewięciu porażek z rzędu, trwającą od grudnia 2011 roku.
1 lutego 2014 Williams przegrał w pierwszej rundzie, przez techniczny nokaut, z Andrzejem Wawrzykiem.